# José Carlos Martínez
Pour les articles homonymes, voir José Martínez et Martínez.
José Carlos Martínez, né à Carthagène le 29 avril 1969, est un danseur, chorégraphe et directeur de compagnie espagnol. Il est l'unique danseur d'origine espagnole à avoir été nommé étoile au sein du Ballet de l'Opéra de Paris. Entre 2011 et 2019, il est directeur artistique de la Compagnie nationale de danse espagnole.
Il est le premier danseur à avoir reçu les trois plus prestigieuses récompenses internationales de danse, prix Benois de la danse, Médaille d'or du Concours de Varna et Prix de Lausanne.
La revue japonaise Shinshokan Dance Magazine l'a reconnu comme l'un des meilleurs danseurs du monde.
En 2022, il est nommé directeur de la danse à l'Opéra de Paris.

## Biographie
José Martínez commence sa formation de danseur à Carthagène avec Pilar Molina, puis il quitte l'Espagne à 14 ans pour rejoindre le Centre international de danse Rosella Hightower, à Cannes. Il y fait toutes ses classes, puis remporte en 1987 le premier prix du concours de Lausanne, ce qui lui permet alors d'intégrer l'école de danse de l'Opéra de Paris. 
L'année d'après, à l'issue de sa scolarité, il est engagé dans le corps de ballet.
À vingt ans il devient coryphée, puis sujet en 1990. Il reçoit en 1992 la médaille d'or du concours de Varna, puis est promu premier danseur en 1993, avant d'être nommé danseur étoile à l'issue d'une représentation de La Sylphide, le 31 mai 1997.
José Martínez est également chorégraphe ; ses compositions sont appréciées et régulièrement données à l'Opéra de Paris. En 2002, il crée sa première pièce, Mi Favorita (musique de Gaetano Donizetti et costumes d'Agnès Letestu), une chorégraphie humoristique sur des inspirations aussi diverses que les travaux de Marius Petipa, William Forsythe, George Balanchine, Rudolf Noureev, Fred Astaire, Jiří Kylián, Jean-Claude Gallotta ou encore Maurice Béjart. L'année suivante, les danseurs Isabelle Ciaravola et Bruno Bouché interprètent l'inédit Delibes Suite, pas de deux chorégraphié sur les différentes musiques de Léo Delibes.
En 2005, il crée Scaramouche pour l'école de danse de l'Opéra ; avec elle, il a souhaité créer « une sorte d’escapade rêveuse et ludique qui met en scène l’imaginaire des élèves avant que ne commence le travail sérieux ». 
Il est définitivement reconnu en tant que chorégraphe à l'ouverture de la saison 2008-2009 de l'Opéra de Paris : à cette occasion, est donné son premier ballet d'envergure, Les Enfants du Paradis (musique de Marc-Olivier Dupin et costumes d'Agnès Letestu), mise en abyme en deux actes du film de Marcel Carné. Ce travail d'importance innove : le spectacle ne se déroule pas uniquement sur scène ; le spectateur est accueilli par des jongleurs et des bonimenteurs, tandis qu'à l'entracte, le Grand Escalier de l'Opéra est investi par deux danseurs jouant le meurtre de Desdémone dans Othello. Le succès critique et public de cette série de représentations laisse envisager une prochaine reprise de cette chorégraphie. Elle permet à José Martínez de remporter le prix Benois de la danse 2009, dans la catégorie Chorégraphes.
À partir de 2008, il s'engage dans une série de spectacles avec son projet artistique « José Martínez en Compañía » : son intention est de faire revenir en Espagne les nombreux solistes espagnols qui font carrière à l'étranger. À ces galas, participèrent des danseurs reconnus comme Lucía Lacarra, Tamara Rojo, Alicia Amatrian ou Iván Gil-Ortega ; il a également donné à de jeunes danseurs  moins connus l'opportunité de revenir danser dans leur pays.
En 2010, il crée son huitième ballet, intitulé Marco Polo, the last Mission, créé pour le Ballet de Shanghai lors de l'Exposition universelle de Shanghai.
José Carlos Martinez quitte l'Opéra de Paris en septembre 2011, à l'issue d'une représentation des Enfants de Paradis, dans le rôle de Baptiste, aux côtés d'Agnès Letestu, qui interprète Garance.
Entre septembre 2011 et 2019, il dirige la Compagnie nationale de danse espagnole, puis est professeur et chorégraphe indépendant,.
En octobre 2022, il est nommé directeur de la danse à l'Opéra de Paris, premier Espagnol à occuper cette fonction, pour une entrée en poste le 5 décembre 2022,,.

## Récompenses
- 1987 : Prix de Lausanne
- 1991 : prix de l'AROP
- 1992 : Médaille d'or du Concours de Varna, prix du Cercle Carpeaux
- 1998 : prix Léonide Massine, prix Danza & Danza d'Italie
- 1999 : grand prix national de la danse en Espagne
- 2004 : prix France / Chine
- 2005 : prix des Arts scéniques d'Espagne
- 2009 : prix Benois de la danse pour Les Enfants du Paradis
- 2011 : prix Danza Valencia

- Commandeur de l'ordre des Arts et des Lettres

## Filmographie
Documentaires
- José Martinez, un hidalgo au Palais Garnier de Jean-Marie David, 2006, 26 min
- Le défi madrilène de José Carlos Martinez de Jean-Marie David, 2013, 26 min
- Tout près des étoiles de Nils Tavernier, 2001, 100 min[7]
- Aurélie Dupont, l'espace d'un instant de Cédric Klapisch, 2010, 55 min

Ballets
- Le Lac des cygnes, avec Agnès Letestu, Karl Paquette et les danseurs de l'Opéra de Paris
- Sylvia, avec Aurélie Dupont, Marie-Agnès Gillot, Manuel Legris, Nicolas Le Riche et les danseurs de l'Opéra de Paris
- Appartement, avec Marie-Agnès Gillot, Clairemarie Osta, Kader Belarbi, Nicolas Le Riche et les danseurs de l'Opéra de Paris
- Paquita, avec Agnès Letestu, Karl Paquette et les danseurs de l'Opéra de Paris
- La Dame aux Camélias, avec Agnès Letestu, Stéphane Bullion, Dorothée Gilbert et les danseurs de l'Opéra de Paris
- La Petite danseuse de Degas, avec Clairemarie Osta, Elisabeth Maurin, Dorothée Gilbert, Benjamin Pech, Mathieu Ganio et les danseurs de l'Opéra de Paris.
- Coppélia, avec Dorothée Gilbert, Mathias Heymann, et les danseurs de l'Opéra de Paris.
- Cendrillon, avec Agnès Letestu, Laëtitia Pujol, Dorothée Gilbert et les danseurs de l'Opéra de Paris
- La Dame aux camélias, avec Stéphane Bullion, Dorothée Gilbert, Agnès Letestu et les danseurs de l'Opéra de Paris

## Chorégraphies
- 2016 : Don Quichotte, basé sur la chorégraphie de Marius Petipa
- 2014 : Resonance, pour le Ballet de Boston
- 2010 : Marco Polo, the last mission, pour le ballet de Shanghai
- 2009 : Ouverture en Deux mouvements y Scarlatti pas de deux
- 2008 : Les Enfants du Paradis
- 2007 : El olor de la ausencia
- 2006 : Soli-Ter
- 2005 : Scaramouche
- 2005 : Paréntesis 1
- 2003 : Delibes-Suite
- 2002 : Mi Favorita